# Музей на марципана
Музеят на марципана се намира в град Сентендре, предградие на Будапеща, Унгария.
Музеят е създаден от унгарския кулинар Само Кароли през 1994 година.
Намира се в една от малките улички на Сентендре. Представлява двуетажна къща, изпълнена с различни по големина и форма марципанови фигури. На място може да се проследи и процеса на изработка на марципан и марципанени фигури, както и да се закупят такива.
В музея, изработени от цветен марципан, могат да се видят известни приказни герои, най-значимите исторически фигури на Унгария, както и унгарския парламент, карта на Унгария и много други любопитни форми, изваяни от марципан.